# Carmine Giovinazzo

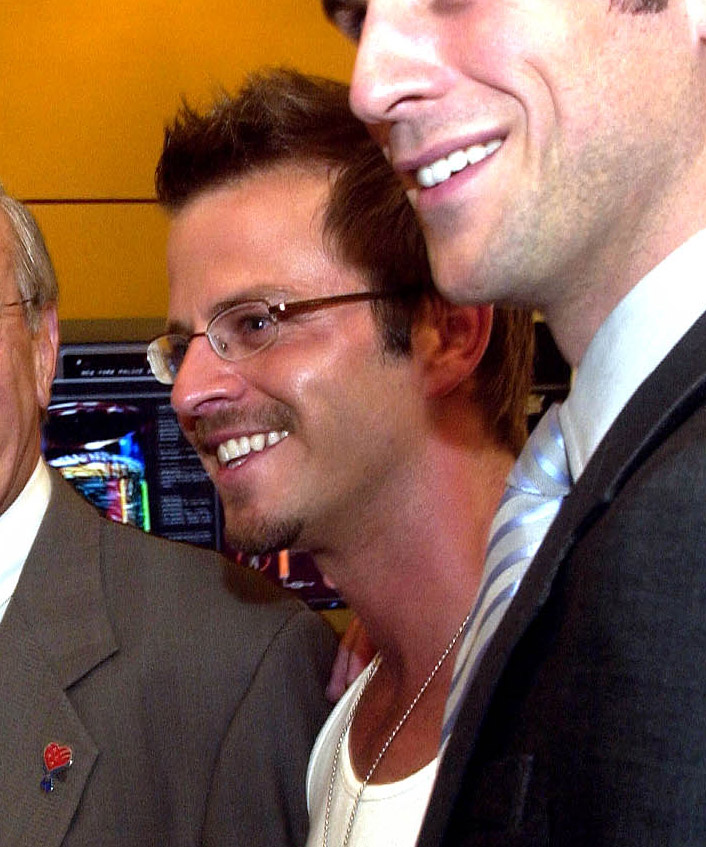
Carmine Giovinazzo

Carmine Dominick Giovinazzo (Staten Island (New York), 24 augustus 1973) is een Amerikaans acteur. Hij is vooral bekend van zijn rol als detective Danny Messer in CSI: NY. Hij is overigens een van de weinige acteurs die in alle drie de CSI's heeft meegespeeld. Als eerste in CSI: Las Vegas, als gastrol. Daarna deed hij mee in de cross-over van CSI: Miami en CSI: New York. Carmine wilde eigenlijk professioneel honkballer worden, maar door een ernstige blessure heeft hij hiervan moeten afzien.

## Filmografie
Verder heeft hij in verschillende films en televisieseries gespeeld. Onder andere:
- Chicago Med: S5 afl. 16 (2020)
- Criminal Minds (1 aflevering, 2016)
- This Is Not a Test (2008)
- In Enemy Hands (2004)
- The Guardian (1 aflevering, 2003)
- Black Hawk Down (2001)
- Shasta McNasty (10 afleveringen, 1999/2000)
- Buffy the Vampire Slayer (1 aflevering, 1997)